# Diego Solís
Diego Solís (Omar Ernesto Ambrogio; * 1. Dezember 1958 in Bernal) ist ein argentinischer Tangosänger, Gitarrist, Arrangeur und Komponist.

## Leben
Solís debütierte im Dezember 1969 in Roberto Galáns Fernsehshow Si lo sabe, cante auf Canal 9. Auftritte hatte er u. a. auch in der Show Grandes Valores del Tango auf Canal 9. Er gastierte in den bekanntesten Tangolokalen von Buenos Aires wie dem Caño 14, dem Michelangelo, der Casa Blanca und im Taconeando sowie, neben Musikern wie Virginia Luque, Julián Plaza, Leopoldo Federico und Hugo Marcel, im El Viejo Almacén.
Neben Jorge Falcón war er Sänger im Orchester von Héctor Varela, mit dem er mehrere Titel aufnahm: als Solist Al final para qué, Te quiero porque te quiero, Te tuve que perder und Y el último beso, im Duo mit Falcón Y el viejo no está und Dame un beso mi amor und mit Falcón und Fernando Soler Con ganas de vivir. Beim Label Forever Music nahm er für die Reihe Timeless Tango eine CD mit Hits des Orchesters Varelas sowie seiner eigenen Komposition Y dame más amor auf.